# Jessica Fox (actrice)
Pour les articles homonymes, voir Jessica Fox et Fox.
Jessica Fox, née le 19 mai 1983 à Maidenhead (Angleterre), est une actrice britannique. Elle est surtout connue pour incarner depuis 2006  le personnage de Nancy Hayton (en) dans plus de 1000 épisodes du soap opera britannique Hollyoaks.

## Biographie
En 1992 Jessica Fox est à peine âgée de neuf ans lorsqu'elle fait la voix d'un fantôme de Noël dans le film Noël chez les Muppets (The Muppet Christmas Carol) de Brian Henson.
De 1998 à 2001 elle incarne Enid Nightshade, une des apprenties sorcières dans la série télévisée Amandine Malabul adaptée des livres de Jill Murphy (en).

## Vie privée
Jessica Fox est engagée auprès d'organisations caritatives, dont Breast Cancer Care (en) qui soutient les femmes atteintes de cancer du sein.
En octobre 2020 elle annonce qu'elle a secrètement épousé son fiancé Nicholas Willes, alors que le mariage officiellement prévu avait été reporté à cause de la pandémie de Covid-19,.

## Filmographie

### Cinéma
- 1992 : Noël chez les Muppets (The Muppet Christmas Carol) de Brian Henson : Fantôme des Noëls passés (voix)

### Télévision
- 1996 : The Detectives (en) : Écolière (saison 4, épisode 3)
- 1997 : Inspecteur Wexford : May à 13 ans (saison 10, épisode 4)
- 1997 : The Phoenix and the Carpet (en) : Anthea (les 6 épisodes)
- 1998-2001 : Amandine Malabul : Enid Datura (Enid Nightshade en VO) (34 épisodes)
- 1999 : Holy Joe de Larry Peerce : Esperanza Garcia (téléfilm)
- 2000 : Scotland Yard, crimes sur la Tamise : Fiona Meadows à 15 ans (saison 4, 2 épisodes)
- 2000-2003 : The Bill : Rachel Monroe (3 épisodes)
- 2001 : Crossroads (en) : Belle Wise
- 2001 : Back Home de Simon Massey : Virginia 'Rusty' Dickinson (téléfilm)
- 2002 : Weirdsister College (en) : Enid Nightshade (épisode 10)
- 2002 : La Dynastie des Forsyte : June à 14 ans (saison 1, épisode 1)
- 2004 : Powers (en) : Lex (épisode 4)
- 2006-2024 : Hollyoaks : Nancy Hayton (en) / Nancy Osborne (plus de 1 200 épisodes)
- 2008 : Hollyoaks Later (en) : Nancy Hayton / Nancy Osborne (12 épisodes)
- 2014 : Tom's Life : Nancy Osborne (6 épisodes)